# Sampa
Pour les articles homonymes, voir Sampa (homonymie).
Sampa est une commune située dans le département de Tenkodogo de la province de Boulgou dans la région du Centre-Est au Burkina Faso.